# Édouard Vasselon
Pour les articles homonymes, voir Vasselon.
Hugues Louis Édouard Vasselon né à Marseille le 19 avril 1814 et mort dans la même ville le 28 octobre 1884 est un peintre français. 

## Biographie
Il est le fils de Charles Vasselon, armurier, (né en 1761 à Saint-Étienne, mort en 1825) et de Marie Vignat (née en 1779 à Saint-Étienne, décédée en 1860 à Marseille). Marie Vignat est la sœur de Joseph Vignat né en 1783 à Saint-Étienne et marié dans cette même ville en 1808 à Catherine Chovet,  qui furent à l'origine de la fabrique de rubans Vignat-Chovet et qui fut maire de Saint-Étienne.
Le 1er mai 1839 il épousa Emilie Roussel du Martray (1849-1882) originaire de Clamecy. Ils sont les parents de 7 enfants dont les peintresAlice Vasselon (1849-1893) et Marius Vasselon (1841-1924) lui-même souche d'une lignée d'artistes : Gabrielle, Jeanne et Marthe Vasselon, puis Le Baube Claude, Guy et Guillaume.
Peintre de fleurs et portraitiste, Édouard Vasselon réalise des motifs et des compositions pour la rubanerie Vignat-Chovet. De nombreux albums répertoriant ses créations et inventions de motifs pour la rubanerie sont conservés au musée d'Art et d'Industrie de Saint-Étienne. 
Édouard Vasselon aurait aussi vécu à Montmartre, derrière l'église Saint-Pierre, à l'emplacement de l'actuel château d'eau. Il s'installera à Paris vers 1845 comme peintre, au 17, rue du Bouloi à Paris.
Il termina sa vie à Marseille dans le quartier du Canet où il avait son domicile.

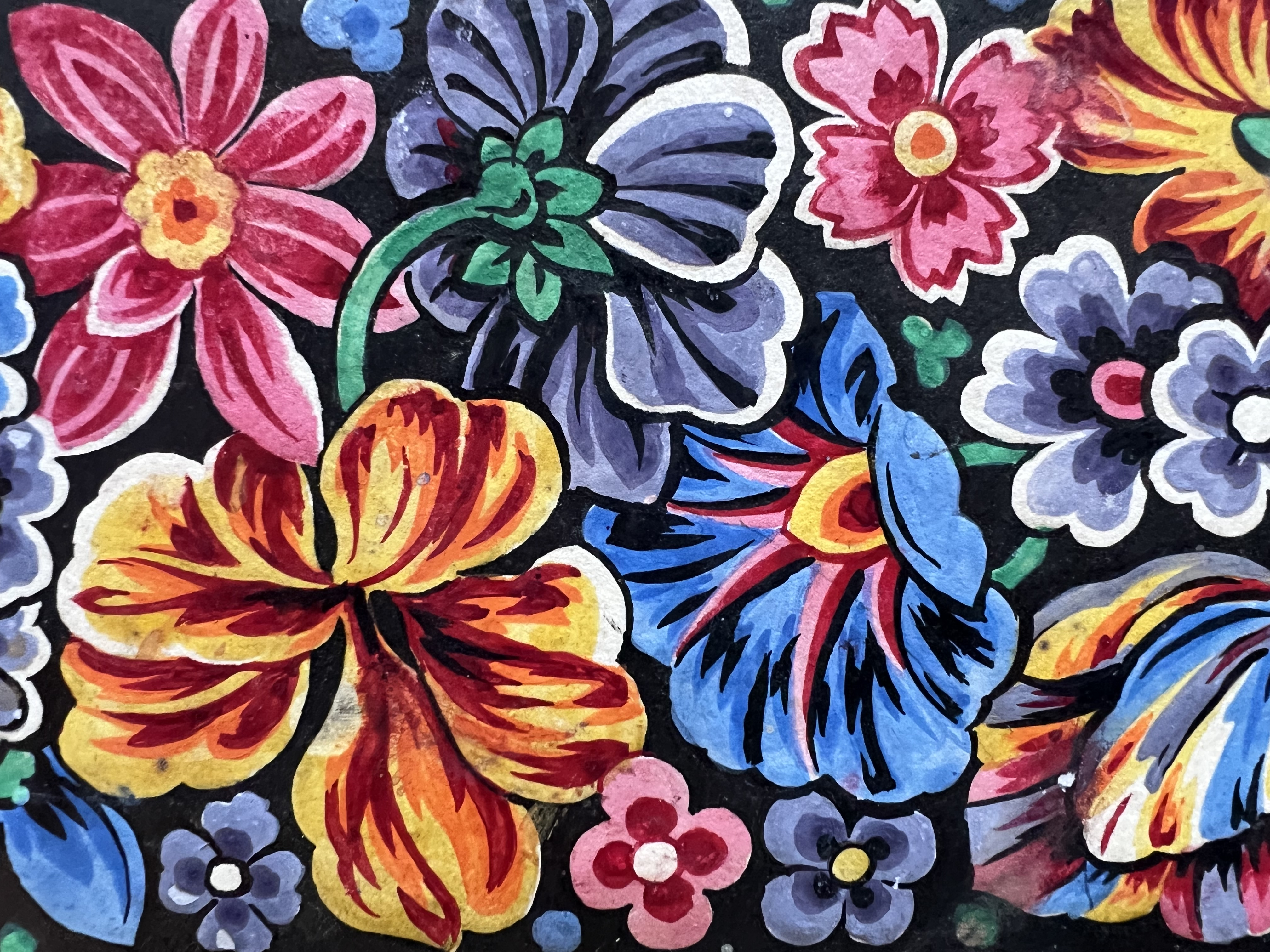
Motifs de rubanerie créés par Edouard Vasselon

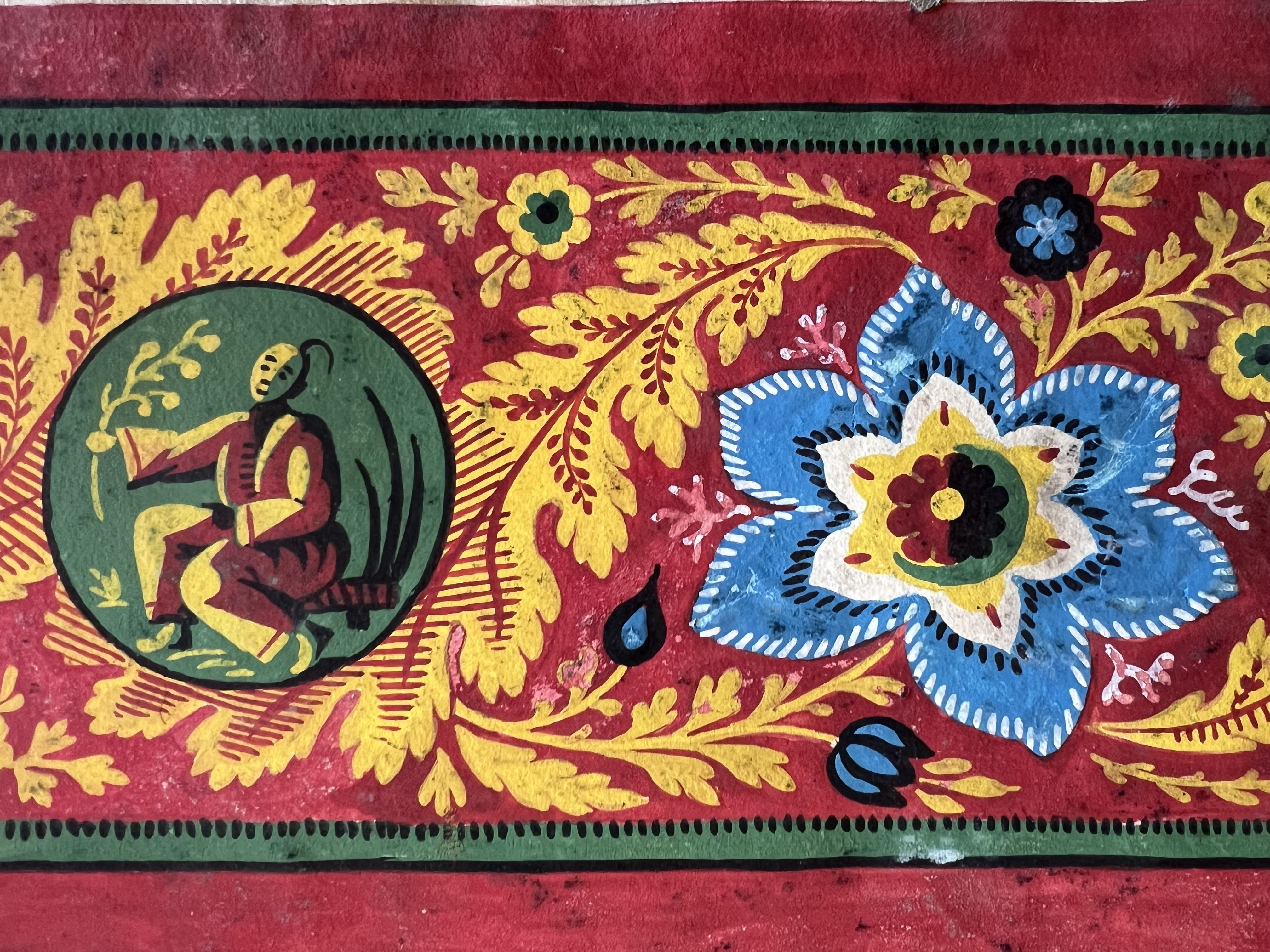

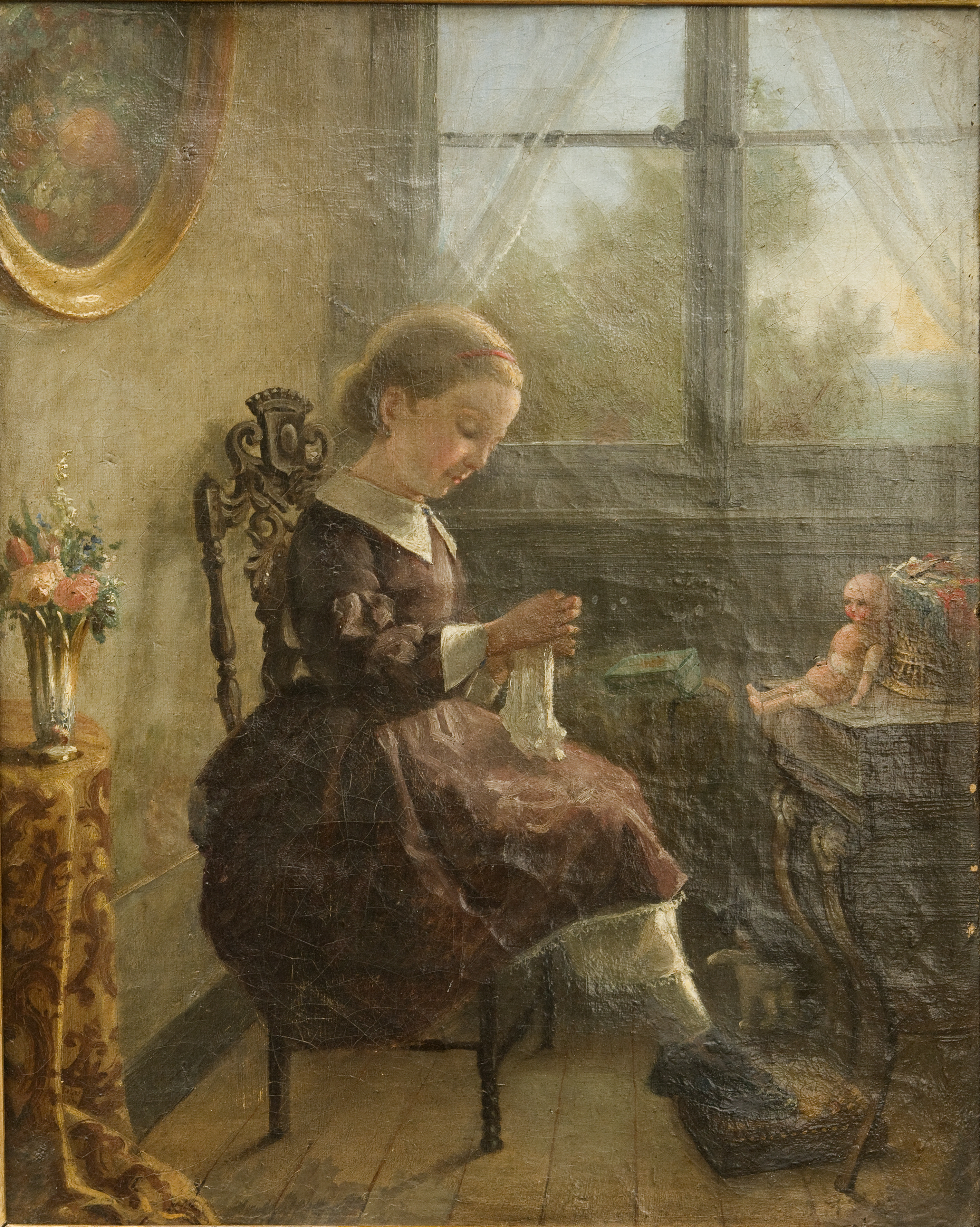
Edouard Vasselon peinture d'Alice sa fille

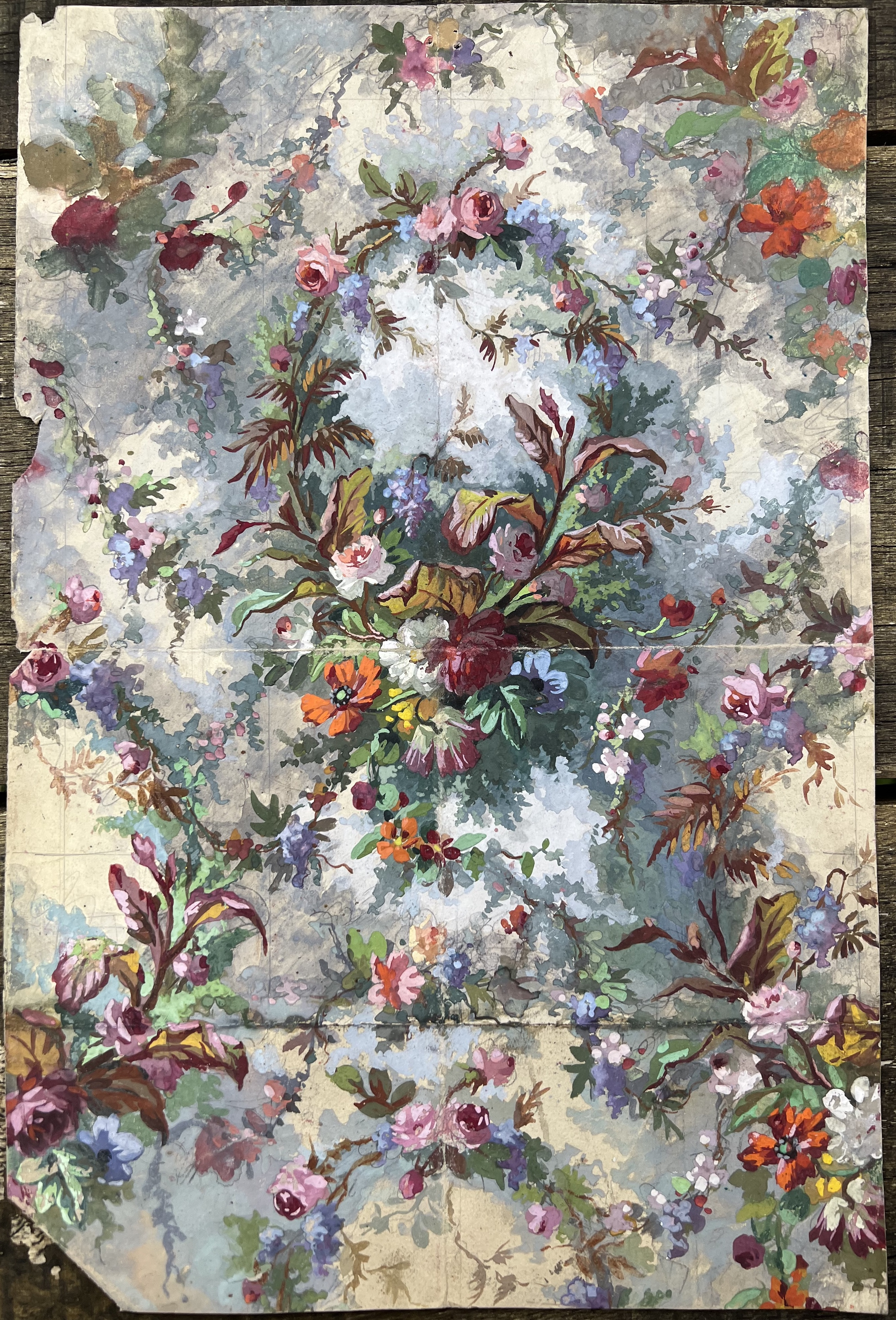